# 렌트푸어
렌트푸어는 소득의 대부분을 주택 임대 비용에 쓰느라 저축할 여력도 없이 사는 사람을 말한다.

## 같이 보기
- 하우스푸어
- 노동 빈곤층